# 노스 컨츄리
《노스 컨츄리》(영어: North Country)는 2005년 개봉한 미국의 드라마 영화이다.

## 출연진
- 샬리즈 세런
  - 앰버 허드
- 프랜시스 맥도먼드
- 숀 빈
- 리처드 젱킨스
- 제러미 레너
  - 콜 윌리엄스
- 미셸 모너핸
- 토머스 커티스
- 우디 해럴슨
- 시시 스페이식
- 톰 바워
- 린다 이먼드
- 러스티 슈위머
- 질리언 아머난테이
- 잰더 버클리
- 크리스 멀키
- 코리 스톨
- 브래드 윌리엄 헹키
- 존 에일워드
- 마커스 체잇

## 기타 제작진
- 협력 제작: 밸러리 플루거
- 배역: 맬리 핀
- 미술: 리처드 후버
- 의상: 신디 에번스

## 같이 보기
- 성희롱